# Amailloux
Amailloux là một xã ở tỉnh Deux-Sèvres trong vùng Nouvelle-Aquitaine phía tây nướcPháp. Xã này có diện tích 37 km2 và có cự ly khoảng 14 km về phía tây bắc Parthenay.